# 弗洛雷斯塔阿祖尔
弗洛雷斯塔阿祖尔（葡萄牙語：Floresta Azul）是巴西巴伊亚州的一个市镇。总面积351.596平方公里，总人口10354人，人口密度29.4人/平方公里。